# Carousel (canción de Melanie Martinez)
Carousel es una canción de la cantante estadounidense Melanie Martinez. La canción apareció en el EP debut de Martínez, Dollhouse (2014) y su álbum de estudio debut, Cry Baby (2015). "Carousel" fue lanzado el 19 de mayo de 2014, como el segundo sencillo de Dollhouse. Un video musical que acompaña a la canción se lanzó el 15 de octubre de 2014. [1] Fue utilizado como el tema principal de la cuarta temporada del programa de televisión estadounidense American Horror Story.

## Antecedentes y composición
Esta canción aparece en una vista previa de la serie de antología de FX, American Horror Story: Freak Show, con el tema también como un riff en la canción. Melanie le dijo al Huffington Post que American Horror Story es "absolutamente, indiscutiblemente" su programa favorito, Martínez se contactó con FX sobre la canción tan pronto como escuchó que el tema de esta temporada estaría relacionado con el carnaval. Después de casi un año de silencio, recibió la llamada de la red solo dos días antes de que se emitiera la promoción. "Todo fue una locura", dijo Melanie.
"Carousel" está etiquetado como pop indie, descrito por Melanie a sí misma como, "Me siento enamorada de alguien y estancada en el mismo viaje y tratando de agarrarla pero nunca la alcanzo".

## Recepción crítica
Lyndsey Parker de Yahoo Music elogió la canción y a Melanie, y dijo: "Melanie Martinez pasó de The Voice a American Horror Story. Y su nueva canción y video son muy buenos. La chica gótica de dos tonos de pelo, una de las la mayoría de los concursantes únicos que han aparecido en The Voice ... Aunque su nuevo video para la canción, justo a tiempo para Halloween, no es tan retorcido como cualquier otro en AHS, sigue siendo totalmente espeluznante, y representa un romance condenado que literalmente se sale de control en un oscuro y desierto carnaval de Long Island"

## Lista de Canciones
| Single |            |          |  |
| N.º    | Título     | Duración |  |
| 1.     | «Carousel» | 3:50     |  |

| Carousel Remixes – EP |                                   |          |  |
| N.º                   | Título                            | Duración |  |
| 1.                    | «Carousel (Bobby Green Remix)»    | 4:37     |  |
| 2.                    | «Carousel (Bleep Bleep Remix)»    | 4:02     |  |
| 3.                    | «Carousel (Eric Sharp Radio Mix)» | 4:31     |  |
| 4.                    | «Carousel (SNBRN Remix)»          | 5:41     |  |

## Charts

### Charts
| Chart (2014)                          | Peak position |
| ------------------------------------- | ------------- |
| Alternative Digital Songs (Billboard) | 9             |
| Pop Digital Songs (Billboard)         | 38            |

## Historial de Lanzamientos
| Región        | Fecha              | Formato          | Discográfica | Ref.  |
| ------------- | ------------------ | ---------------- | ------------ | ----- |
| United States | 19 de mayo de 2014 | Digital download | Atlantic     | [ 3 ] |